# Mount Roland
Mount Roland är ett berg i Antarktis. Det ligger i den centrala delen av kontinenten. Inget land gör anspråk på området. Toppen på Mount Roland är 2 210 meter över havet, eller 213 meter över den omgivande terrängen. Bredden vid basen är 1,1 km.
Terrängen runt Mount Roland är kuperad åt nordost, men åt sydväst är den platt. Trakten är obefolkad. Det finns inga samhällen i närheten.